# 刘家营乡 (唐山市)
刘家营乡，是中华人民共和国河北省唐山市丰润区下辖的一个乡镇级行政单位。

## 行政区划
刘家营乡下辖以下地区：
前刘家营村、后刘家营村、北贾庄村、魏庄子村、北大树村、东杨家营村、拔子村、小营村、铁城坎村、曹庄子村、李家沟村和贾家洼村。